# El efecto Iguazú (película)
El efecto Iguazú es un documental español dirigido por Pere Joan Ventura con guion de Georgina Cisquella, realizado con la colaboración de todos los trabajadores de Sintel (que era una filial de Telefónica) caracterizados por un alto índice de afiliación sindical, acostumbrados a la negociación y a la movilización para establecer sus convenios colectivos. De repente se encontraron en la calle.
Se establecieron en el Campamento de la Esperanza,  levantado de enero a agosto del 2001 en el Paseo de la Castellana en Madrid, en pleno centro económico de Madrid, como protesta ante el despido de 1800 trabajadores tras la venta de la empresa al líder anticastrista cubano Jorge Mas Canosa. Sintel marchaba bien económicamente y se tiene que cerrar, se da la falta de interlocutores y la nula respuesta del gobierno.
Se observa el drama familiar por los despidos y sus consecuencias económicas en los trabajadores, la camaradería y la solidaridad de algunas empresas y personas que permitieron a los afectados resistir unos meses acampados.
Aparecen las movilizaciones llevadas a cabo durante los más de seis meses de acampada (Madrid, Barcelona, Salamanca, el día del Orgullo Gay y especialmente en la sede del Partido Popular en la calle Génova en Madrid, donde los trabajadores de Sintel acudieron para protestar durante la Cumbre del G-8.
Incluye testimonios del premio Nobel de literatura José Saramago, José Antonio Labordeta, el Gran Wyoming o Luis Pastor. La banda sonora cuenta con la colaboración de Manu Chao y del Maestro Reverendo.
Los beneficios de la película se destinaron a la asociación de trabajadores de Sintel.
Posteriormente se realizó en 2003 otra película,  200 km, que trata también el conflicto de estos trabajadores. Realizada por varios directores, relata las seis marchas de protesta repartidas por diferentes puntos de España con el objetivo de llegar a Madrid el día 1 de mayo.

## Premios
Consiguió Premio a la mejor película documental en la XVII edición de los Premios Goya.en 2003
Recibió el segundo premio de la sección Tiempo de Historia del Festival de Cine de Valladolid 2002.